# Seleção Brasileira de Polo
A Seleção Brasileira de Polo é a seleção nacional de polo do Brasil. É administrada pela Confederação Brasileira de Polo (CBP) e representa o Brasil nas competições internacionais de polo.
É a segunda seleção nacional mais bem-sucedida na história do Campeonato Mundial de Polo, logo após a Argentina, tendo conquistado o título em 3 ocasiões: 1995, 2001 e 2004.

## História
Todos os títulos mundiais da seleção foram conquistados enquanto ela ainda era dirigida pela Federação Paulista de Polo, a partir de 2006 é que a Seleção Brasileira passou ao escopo da Confederação Brasileira de Polo.

## Títulos

### Olimpíadas
O polo foi introduzido nos Jogos Olímpicos na edição de Paris 1900. Com participações intercaladas em outras três Olimpíadas, o polo foi removido do programa olímpico após os Jogos de Berlim 1936. A seleção brasileira, contudo, jamais teve participação olímpica.

### Campeonato Mundial
Os Campeonatos do Mundo de Polo não tiveram presença brasileira em quatro eventos finais, em 1989, 1992, 2017, e 2022, nos demais eventos em que se fez presente, o Brasil conquistou 3 títulos, 3 vice-campeonatos e dois terceiros lugares.
| Ano  | Sede             | Classificação     |
| ---- | ---------------- | ----------------- |
| 1987 | Buenos Aires     | 3                 |
| 1989 | Berlim           | Não se qualificou |
| 1992 | Santiago         | Não se qualificou |
| 1995 | São Maurício     | 1                 |
| 1998 | Santa Barbara    | 2                 |
| 2001 | Melbourne        | 1                 |
| 2004 | Chantilly        | 1                 |
| 2008 | Cidade do México | 2                 |
| 2011 | Estancia Grande  | 2                 |
| 2015 | Santiago         | 3                 |
| 2017 | Sydney           | Não se qualificou |
| 2022 | Wellington       | Não se qualificou |

### Copa do Mundo de Polo em Neve da FIP
O Brasil foi ao pódio uma vez na história da Copa do Mundo de Polo em Neve da FIP, quando ganhou invicto a edição de 2015, tendo o jogador mais valioso, o melhor cavalo e o artilheiro da competição.